# Spindasis batina
Spindasis batina är en fjärilsart som beskrevs av Hans Fruhstorfer 1912. Spindasis batina ingår i släktet Spindasis och familjen juvelvingar. Inga underarter finns listade i Catalogue of Life.